# Eclypsia
Eclypsia est un site web consacré au jeu vidéo et au sport électronique, créé en avril 2012. La société a été précurseur dans le streaming en ligne, via sa web TV, en étant le tremplin de nombreux streamers français.

## Historique

### Première version
Eclypsia est une société de production créée le 1er avril 2012 par Julien Thierry à Bordeaux, entrepreneur dans l'affiliation sur Internet. Alors que Twitch est à ses débuts et que Dailymotion rivalise encore face à Youtube, il souhaite investir dans le nouveau marché du streaming de jeux vidéo. En octobre 2013, la société déménage à Ashford, en Angleterre, pour s'installer au même endroit que les autres sociétés gérées par les actionnaires de l'entreprise, aux règles fiscales plus avantageuses pour l'entreprise. 
Après le lancement d'un site d'actualité et de guides consacrés aux jeux vidéo, Eclypsia lance deux Web TV début 2013, l'une consacrée au jeu League of Legends » (la « TVLOL »), l’autre plus généraliste (la « TV1 »), où sont diffusées des émissions de divertissement et d’information sur la culture geek, en recrutant un collectif vidéaste déjà connus du public précuseur. Les moyens techniques de ces deux chaines sont alors importants pour un secteur encore naissant,.
En 2015, le manque d'encadrement et la gestion opaque poussent plusieurs des streamers salariés de la Web TV à prendre leur indépendance, dont ZeratoR et Domingo, qui lanceront leurs propres chaînes Twitch indépendantes.

### Rachat par Arnaud Dassier
En avril 2016, alors en difficulté avec un modèle économique encore brouillon, la société est rachetée par Arnaud Dassier et Matthieu Creux. Ils annoncent l'arrivée de la société à Paris, une refonte complète du site Internet, le transfert des Web TV et de nouveaux recrutements ainsi que le remplacement de postes-clés comme Théophile Monnier en tant que directeur général.
À l’été 2016, Sébastien Chenaf, ancien responsable des équipes World of Warcraft et League of Legends chez Team-AAA (champion du monde WoW et vice-champion du monde LoL), ancien rédacteur en chef de Millenium, est nommé directeur de la rédaction et responsable du développement.
En septembre 2016, l'équipe officielle d'Eclypsia (« la Team EC ») est recréée. Elle n'a pas d'objectif de performance sportive, mais reste populaire. En novembre 2016, elle remporte l'Astro Gaming Cup devant Ecorp Glorious lors du Toulouse Game Show.
En novembre 2016, les Web TV d'Eclypsia représentaient environ un tiers des parts d'audience sur Twitch en France, et plus de 10 millions de vues par mois sur Youtube.
En janvier 2017, Eclypsia lance une troisième Web TV consacrée au jeu FIFA, en partenariat avec Betclic,.

### Déclin et transformation
En juin 2017, alors que l'audience est en chute, Eclypsia annonce des changements sur la Web TV généraliste. Une partie de l'effectif est licencié, un collectif de quatre anciens streamers poursuivront l'entreprise pour licenciement sans cause réelle aux prud'hommes. Face à ce tollé interne, le streamer salarié Kenny annonce son départ en direct de la web TV, ce qui enflamme la réputation d'Eclypsia,.
Le 17 octobre 2017, Eclypsia restructure sa chaîne League of Legends pour la rendre internationale (ECTVLoL Worldwide). Elle annonce le départ de joueurs LoL (Wakz, LRB, Chap, Tiio, Narkuss, Caelan, Melon, JBZZ etc). Ces anciens joueurs montent la structure Solary.
En avril 2018, Eclypsia ferme discrètement son pôle TV et se tourne à 100 % sur son site internet, traitant de jeux vidéo et d'actualités eSportives — qui ferme finalement tout aussi discrètement le 3 février 2020, sans plus de communication,.

### Nouvelle structure indépendante et retour en ligne
Le 3 mars 2020, Eclypsia France est mise en liquidation judiciaire simplifiée,.
En avril 2021, six mois après son retour en ligne, le site remonte de la 90e à la 10e place des sites français de jeux vidéo, puis la 6e place au bout d'un an,[source insuffisante].

### Rachat par Reworld Media
Le 2 février 2022, Reworld Media annonce l'acquisition du site.